# Alfred Beierle
Alfred Beierle, geboren als Paul Alfred Beier, (* 4. Juni 1885 in Berlin-Friedrichshain; † 16. März 1950 Berlin-Wilmersdorf) war ein deutscher Theater- und Filmschauspieler.

## Leben
1905 gehörte Alfred Beierle zum ersten Jahrgang der von Max Reinhardt gegründeten Schauspielschule des Deutschen Theaters. Er startete seine Schauspielerkarriere in der Rolle des Major von Tellheim in Minna von Barnhelm an der Berliner Volksbühne, war dann 1907/08 am Schiller-Theater O. engagiert (in der ersten Spielzeit noch als Alfred Beier), 1909 spielte er in Bamberg (Stadttheater), von 1910 bis 1913 war er in Wien engagiert (Residenzbühne) und in der Spielzeit 1913/14 als Schauspieler und Regisseur in Leipzig (Schauspielhaus). Beierle war zudem an verschiedenen anderen Berliner Bühnen tätig, bis er schließlich Direktor des Lessingtheaters wurde. In den 1920er Jahren gehörte er zu den kritischen Intellektuellen der Berliner Theater- und Kabarettszene und machte sich ab 1918 auch als Rezitator einen Namen. Er arbeitete für den Rundfunk, trat 1922/23 in Trude Hesterbergs Kabarett Wilde Bühne auf und leitete von 1928 bis 1930 eine kleine Schallplattenfirma mit dem Namen Die Neue Truppe. Daneben spielte er bei fast 50 Filmen mit, zunächst als Darsteller in Stummfilmen, dann auch im Tonfilm. Beierle trat 1924 der SPD bei und blieb Mitglied bis 1930. 
Im April 1934 ging Beierle für einige Zeit ins westliche Ausland. In den Niederlanden kontaktierte er Emigrantenkreise, wovon die deutsche Botschaft in Den Haag erfuhr. Als man dort 1936 seiner Mitwirkung in dem Film Das Veilchen vom Potsdamer Platz gewahr wurde, informierte die Botschaft deutsche Stellen in Berlin über Beierles Kontakte. Daraufhin wurde der inzwischen wieder heimgekehrte Beierle noch 1936 sowohl aus der Reichstheaterkammer als auch aus der Fachschaft Film ausgeschlossen. Die Vorwürfe lauteten, Beierle habe im Ausland „den Führer beschimpft“ und „gegen Deutschland gehetzt“. Am 4. November 1936 deportierte man Beierle in das KZ Sachsenhausen. Am 24. September 1937 wurde er wieder entlassen, durfte aber bis 1945 nicht mehr künstlerisch arbeiten.
Nach dem Krieg leitete er ab September 1945 etwa ein Jahr lang das Wilmersdorfer Theater (Berlin), gestaltete gemeinsam mit Willi Schaeffers einen Karl-Kraus-Abend und wirkte noch in vier Film-Produktionen mit. Sein letzter Film war 0 Uhr 15, Zimmer 9, der im April 1950, einen Monat nach seinem Tod, in die Kinos kam.
Beierle blieb dem Publikum als Charakterdarsteller in Erinnerung.

## Würdigung
„Sein schwerschultriger breiter Körper, seine durchdringende metallische Stimme machten ihn zu einer Persönlichkeit, die suggestiv auch in den größten Räumen wirkte. So wurde er im Lauf der Jahre mehr und mehr zum Sprecher, zum Rezitator, er bevorzugte dabei die polemische und politische Prosa, wie die von Zola oder Landauer. Besonders hat es sich für das Werk des Karl Kraus eingesetzt.“

## Filmographie
- 1918: Die Wette um eine Seele, Regie: Carl Boese
- 1918: Die tolle Heirat von Laló, Regie: Lupu Pick
- 1919: Mazeppa, der Volksheld der Ukraine, Regie: Martin Berger
- 1921; Der Totenvogel, Regie: Leo Lasko
- 1921: Ein Tropfen schwarzes Blut, Regie: Hans Forsten
- 1927: Der Sieg der Jugend, Regie: Fred Sauer
- 1929: In Jena sind alle Mädels so blond (Kurzfilm), Regie: Johannes Guter
- 1929: Café Kalau (Kurzfilm), Regie: Johannes Guter
- 1929: Der Bund der Drei, Regie: Hans Behrendt
- 1930: Die singenden Babies (Kurzfilm), Regie: Johannes Guter
- 1930: Der Tiger, Regie: Johannes Meyer
- 1930: Der Schuß im Tonfilmatelier, Regie: Alfred Zeisler
- 1930: O alte Burschenherrlichkeit, Regie: Rolf Randolf
- 1930: Das Flötenkonzert von Sans-souci, Regie: Gustav Ucicky
- 1930: Stürme über dem Mont Blanc (auch: Über den Wolken), Regie: Arnold Fanck
- 1931: Die Fremde, Regie: Fred Sauer
- 1931: Die Frau – Die Nachtigall (auch: Die Perle des Südens), Regie: Léo Lasko
- 1931: D-Zug 13 hat Verspätung, Regie: Alfred Zeisler
- 1931: Im Geheimdienst, Regie: Gustav Ucicky
- 1931: Gloria, Regie: Hans Behrendt
- 1931: Der Herzog von Reichstadt, Regie: Viktor Tourjansky
- 1931: Der Draufgänger, Regie: Richard Eichberg
- 1931: Bobby geht los, Regie: Harry Piel
- 1931: Mein Leopold, Regie: Hans Steinhoff
- 1931: Kadetten, Regie: Georg Jacoby
- 1931: Der Hauptmann von Köpenick, Regie: Richard Oswald
- 1931: Yorck, Regie: Gustav Ucicky
- 1932: L’Auberge du père Jonas, Regie: Harry Piel
- 1932: Wäsche – Waschen – Wohlergehen, Regie: Johannes Guter
- 1932: Der Sieger (1932), Regie: Hans Hinrich, Paul Martin
- 1932: Kriminalreporter Holm, Regie: Erich Engels
- 1932: Mensch ohne Namen, Regie: Gustav Ucicky
- 1932: Grün ist die Heide, Regie: Hans Behrendt
- 1932: Zigeuner der Nacht, Regie: Hanns Schwarz
- 1932: Der weiße Dämon, Regie: Kurt Gerron
- 1933: Was gibt’s Neues heut? (Kurzfilm), Regie: Phil Jutzi
- 1932: Kampf um Blond, Regie: Jaap Speyer
- 1932: Der große Bluff, Regie: Georg Jacoby
- 1933: Brennendes Geheimnis, Regie: Robert Siodmak
- 1933: Morgen beginnt das Leben, Regie: Werner Hochbaum
- 1934: Kuddelmuddel (Kurzfilm), Regie: Alfred Jungermann
- 1934: Ein Mädchen mit Prokura, Regie: Arzén von Cserépy
- 1934: Das Blumenmädchen vom Grand-Hotel, Regie: Carl Boese
- 1936: Das Veilchen vom Potsdamer Platz, Regie: J. A. Hübler-Kahla
- 1936: Wie Eulenspiegel zu Marburg den Landgrafen malte (Kurzfilm, nicht im Abspann), Regie: Theo Lingen
- 1936: Wie Eulenspiegel sich einmal erbot, zu fliegen (Kurzfilm), Regie: Theo Lingen
- 1936: Unter heißem Himmel, Regie: Gustav Ucicky
- 1937: Die Pfennigschlacht (Kurzfilm), Regie: Fritz Genschow
- 1947: Der Fall Wozzeck, Regie: Georg C. Klaren
- 1948: Berliner Ballade (nicht im Abspann), Regie: Robert A. Stemmle
- 1949: Martina, Regie: Arthur Maria Rabenalt
- 1950: 0 Uhr 15 Zimmer 9, Regie: Arthur Maria Rabenalt

## Tondokumente
Die Neue Truppe, die Schallplattenfirma, die Beierle von 1928 bis 1930 künstlerisch leitete, hat 'mit Unterstützung der deutschen Gewerkschaften...im Laufe eines knappen Jahres nicht weniger als hundert Schallplatten herausgebracht, die revolutionäre und sozialistische Dichtungen und Musikstücke...verbreiten wollen'. Erich Kästner, Edlef Köppen, Karl Kraus oder Ernst Toller lasen hier eigene Texte, die meisten Sprachaufnahmen wurden aber von Beierle persönlich eingesprochen. Seine Autoren waren u. a. Ferdinand Freiligrath, Heinrich Heine, Georg Herwegh, Victor Hugo, Rosa Luxemburg, Upton Sinclair, Kurt Tucholsky und Émile Zola. Dazu kommen Verse aus der Bergpredigt und der Text der letzten Rede von Gustav Stresemann vom September 1929.
Die Aufnahmen erschienen in Serien wie Die großen 1848er oder Reden und Dokumente und wurden von der Kultur-Abteilung der Firma Artiphon-Record (Berlin-Kreuzberg) hergestellt.